# Porter (Indiana)
Porter – miasto w Stanach Zjednoczonych, w stanie Indiana, w hrabstwie Porter.